# Sidi Daoud (Boumerdès)
Sidi Daoud (în arabă سيدي داود) este o comună din provincia Boumerdès, Algeria.
Populația comunei este de 16.900 locuitori (2008).